# DanTDM
Daniel Robert Middleton (* 8. November 1991 in Aldershot) ist ein britischer Webvideoproduzent und Let’s Player, der unter dem Namen The Diamond Minecart oder DanTDM Videos auf seinen Twitch- und YouTube-Kanälen hochlädt. Sein Hauptkanal fokussiert sich hauptsächlich auf das Computerspiel Minecraft. Er hat auf seinem Hauptkanal über 24 Millionen Abonnenten (Dezember 2020) und ist einer der reichweitenstärksten YouTuber in England. Im Jahr 2014 wurde sein Einkommen zwischen 213.000 und 2,15 Millionen Dollar geschätzt. Im Juli 2015 wurde sein Kanal auf die Liste der berühmtesten YouTuber der Welt gesetzt.

## Biografie
Middleton wurde am 8. November 1991 in Aldershot in England geboren. Er hat einen Bruder, und seine Eltern trennten sich, als er noch ein Kind war. Sein Vater war Soldat. Er besuchte die Northampton University und startete einen YouTube-Kanal, der sich auf Pokémon spezialisierte. Er nannte sich selbst PokemanDanLv45".
Im Jahr 2012 erstellte er den Kanal TheDiamondMinecart, einen Let’s-Play-Kanal, der für jüngere Zuschauer gedacht war. Mittlerweile hat er seinen Namen in DanTDM geändert. Er produziert seine Videos von sich zu Hause, aus Wellingborough. In einem Interview mit der Zeitung The Big Issue, beschreibt er seinen Tagesablauf wie folgt: Gegen 9:00 Uhr steht er auf und fängt gegen 10:00 Uhr an, sein Video aufzunehmen. Am Nachmittag schaut er nach den neuesten Minecraft Updates und schneidet dann das Video, welches er dann um 20:30 Uhr veröffentlicht. Dann schaut er sich die Kommentare an. Er sagte: „Es gibt kein anderes Spiel, wo jeden Tag neuer Inhalt von Fans veröffentlicht wird und einiges davon ist unglaublich.“ Für das Wochenende bereitet er spezielle Videos vor, die von seinen erfundenen Charakteren handeln. Er hat ebenfalls einen Vlog-Kanal, wo er Videos zu seinem privaten Leben veröffentlicht.
Middleton ist ein Stammgast bei dem Insomnia Festival. Außerdem war er zweimal bei dem Technobabble des BBC, wo er mehrere Videospiele kommentierte, und einmal auf ITV's Lorraine, wo er darüber sprach, wie es ist, ein YouTuber zu sein.
Middleton heiratete seine Freundin Jemma am 17. März 2013; sie spielt ebenfalls Minecraft.

## Auszeichnungen
- Guinness World Records „Gamers Edition“ als die Person, die die meisten Tore in dem 'rookie' level, in Rocket League erzielte.[14]
- Nickelodeon Kids' Choice Awards[15][16]